# Bern (hoed)

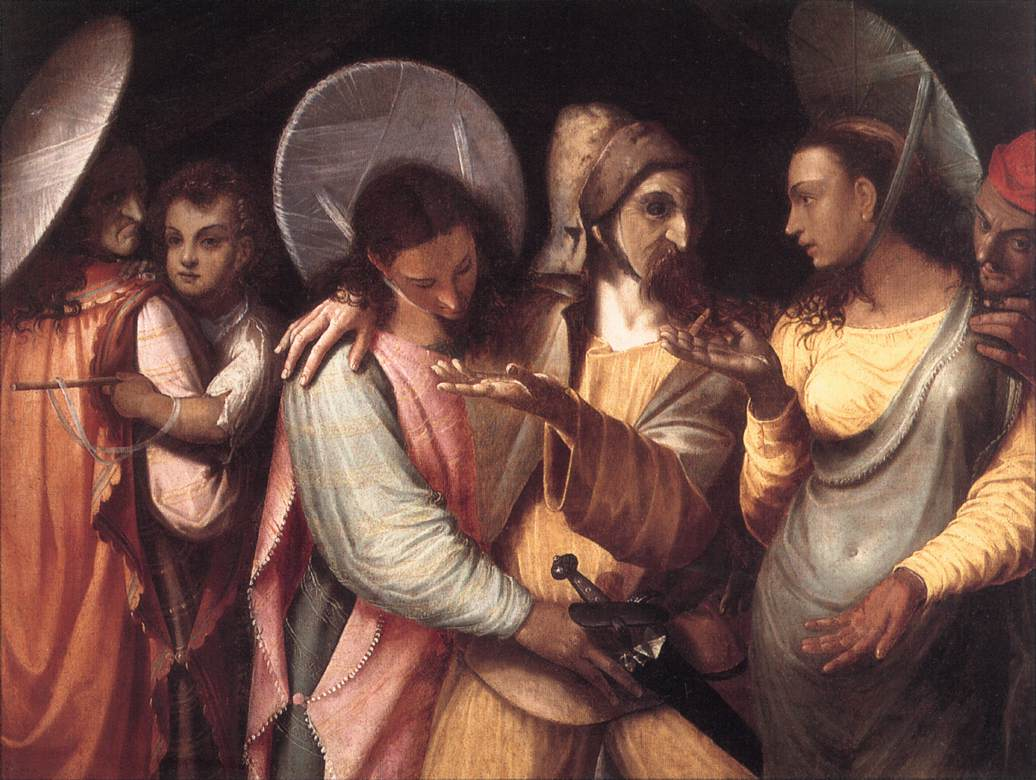
De acteurs, toegeschreven aan Nicolas Bollery (ca. 1595-1605): in een scène uit de Commedia dell'Arte wordt de vrekkige Pantalone bestolen door drie zigeunervrouwen met berns. De oudere dame met kind identificeert de twee andere als prostituees.

Een bern is een oud woord in het Romani voor een met linten omwonden ronde schijf waarmee vrouwen hun hoofd bedekten. Dit hoofddeksel, op zijn plaats gehouden door een kinband, was gemaakt van vlechtwerk en linnen. Het is opgetekend door Bonaventura Vulcanius in zijn De Literis et Lingua Getarum sive Gothorum (1597), waar hij in het hoofdstuk Over Nubische zwervers die de Italianen Zigeuners noemen en over hun taal een verklarende woordenlijst geeft die hij bekwam van Scaliger. Kostuumboeken van François Desprez (1567), Jean-Jacques Boissard (1581) en Cesare Vecellio (1590) geven het weer. Ook bij Jacques Callot, die zich als 12-jarige had aangesloten bij een zigeunergroep, treffen we het aan.
De bern verscheen in Noord-Europa met de komst van de Roma rond 1420. Tegen de 17e eeuw was hij lang in onbruik, maar in de Europese kunst bleef hij aanwezig als een vast beeld over 'het Oosten', onder meer in Predikingen van Johannes de Doper.

## Voetnoten
1. ↑  Latijnse beschrijving van bern: Rota fasciis involuta quam capiti imponunt mulieres nubianae.
2. ↑  Recueil de la diversité des habits qui sont à present en usage
3. ↑  Habitus variarum orbis gentium
4. ↑  De gli Habiti antichi e moderni di Diverse Parti del Mondo
5. ↑  Marieke de Winkel, Fashion and Fancy. Dress and Meaning in Rembrandt's Paintings, 2006, p. 262